# Узовске Пекљани
Узовске Пекљани (слч. Uzovské Pekľany) насељено је мјесто са административним статусом сеоске општине (слч. obec) у округу Сабинов, у Прешовском крају, Словачка Република.

## Становништво
| Година:    | 1994. | 2004.   | 2014.   | 2024.    |
| ---------- | ----- | ------- | ------- | -------- |
| Број људи: | 371   | 375     | 406     | 480      |
| Разлика:   |       | +1,07 % | +8,26 % | +18,22 % |

| Година:    | 2023. | 2024.   |
| ---------- | ----- | ------- |
| Број људи: | 468   | 480     |
| Разлика:   |       | +2,56 % |

Према подацима о броју становника из 2011. године насеље је имало 417 становника.